# Comunità ebraica di Naro
Gli ebrei di Naro sono menzionati per la prima volta in un brevetto di re Ruggero I risalente all'anno 1094.
A Naro la comunità ebraica contava alcune centinaia di persone ed era retta da propri magistrati detti Proti.
Ogni comunità infatti aveva i Proti, la sinagoga e il rabbino, pagava la Gesia, cioè la tassa per praticare il proprio culto, come i cristiani l'avevano pagata ai musulmani durante il dominio di questi in Sicilia. Gli Ebrei erano esperti nei lavori in ferro, avevano in mano i commerci, non potevano coltivare la terra per non trasmettere ad essa la maledizione da cui si credevano colpiti, dovevano contribuire alla difesa delle mura cittadine, prestavano denaro ad interesse: proibito ciò ai cristiani per una interpretazione di un passo del Genesi «Tu mangerai il pane guadagnato col sudore della tua fronte », e far fruttare il denaro dato in prestito era considerato «non lavoro», ma pura e semplice usura.
La giudecca si trovava nei pressi della Porta d'Oro il cui nome deriva dalla ricchezza proveniente dai commerci degli ebrei della locale comunità ebraica che proprio vicino a tale porta avevano il loro ghetto.
L'importanza della Giudecca di Naro si evince dalla somma che essa sborsò per concorrere al prestito chiesto nel 1414 dall'infante don Giovanni, allora viceré di Sicilia. «La giudecca di Naro sborsò onze trenta, come la consorella di Castrogiovanni, le comunità giudaiche di Palermo e Siracusa concorsero per onze centodieci, Girgenti per onze cento, Catania per ottanta; tutte le altre giudecche contribuirono con somme inferiori, da due a venti onze». (Di Giovanni: L'ebraismo in Sicilia - Parte II)
Nel 1492 si ebbero gravi tumulti in Naro per l'ordinanza di bando degli Ebrei dalla Sicilia emanata da Ferdinando II d'Aragona il 31 marzo 1492, i senati delle città demaniali, tra cui Naro, e i decurioni delle terre feudali cercarono di opporsi alla disposizione crudele e dannosa del monarca spagnolo.